# NGC 140
NGC 140 je galaksija u zviježđu Andromeda.

## Vanjske poveznice
- SEDS: NGC 0140